# Tor Books
Tor Books är ett amerikanskt bokförlag ger ut fantasy- och sciencefictionböcker. Brandon Sanderson, Robert Jordan och Terry Goodkind är några kända författare vars böcker Tor har tryckt.

## Tryckta serier
- Mistborn av Brandon Sanderson
- The Stormlight Archive av Brandon Sanderson
- The Sword of Truth av Terry Goodkind
- The Wheel of Time av Robert Jordan